# Indice di ritenzione di Kovats
L'indice di ritenzione di Kovats o semplicemente indice di Kovats è un valore che identifica i tempi relativi di eluizione dei vari composti in gascromatografia. Il metodo può essere applicato solo a composti organici.
Spesso gli algoritmi delle librerie spettrali per GC-MS tengono conto anche degli indici di ritenzione di Kovats.

## Metodo
Il metodo si basa sulla relazione tra i valori di {\displaystyle log(t_{r}')} e il numero di carboni della molecola. Solitamente l'indice di Kovats si indica con I.
{\displaystyle I=100\times \left[n+(N-n){\frac {log(t_{r(incognito)}')-log(t_{r(n)}')}{log(t_{r(N)}')-log(t_{r(n)}')}}\right]}
Dove:
- {\displaystyle I=} Indice di ritenzione di Kovats,

{\displaystyle n=} numero di carboni nell'alcano più piccolo,

{\displaystyle N=} numero di carboni nell'alcano più grande,

{\displaystyle t_{r}'=} tempo di ritenzione registrato.
Per la cromatografia in programmata di temperatura, l'indice di Kovats è descritto dall'equazione:
{\displaystyle I=\left[{\frac {t_{r(incognito)}-t_{r(n)})}{t_{r(N)}-t_{r(n)}}}\right]*(100\times z)+(100\times n)}
Dove:
- {\displaystyle I=} Indice di ritenzione di Kovats,

{\displaystyle n=} numero di carboni nell'alcano più piccolo,

{\displaystyle N=} numero di carboni nell'alcano più grande,

{\displaystyle z=} differenza del numero di carboni tra il più grande e il più piccolo degli alcani,

{\displaystyle t_{r}=} tempo di ritenzione.